# THE IDOLM@STER MILLION LIVE! M@STER SPARKLE2
『THE IDOLM@STER MILLION LIVE! M@STER SPARKLE2』（アイドルマスター ミリオンライブ マスタースパークル ツー）は、2021年9月29日よりランティスからリリースされているキャラクターソングCDシリーズ。

## 概要
前シリーズ『M@STER SPARKLE』以来となるソロ曲収録アルバムシリーズであり、前シリーズがMILLIONSTARS39人のみだったのに対し、本作は765PRO ALLSTARSも加わった52人のソロ曲が収録される。CDジャケットのテーマは学校の授業を元にしている。
収録曲については、ゲームの公式ラジオである『ミリオンラジオ！』内で毎週1～2曲ずつ紹介し、発売前週の放送で全曲と収録順が公開されていた。

## 01
2021年9月29日発売。天海春香、北沢志保、佐竹美奈子、ジュリア、野々原茜が参加。CDジャケットのテーマは「家庭科」。
収録曲
1. アロー彗星
歌：ジュリア（愛美）
作詞：きみコ、作曲：きみコ・佐々木淳、編曲：佐々木淳
2. Purple Sky
歌：北沢志保（雨宮天）
作詞：山本メーコ（Hifumi,inc.）、作曲：櫻澤ヒカル（Hifumi,inc.）、編曲：古峰拓真（Hifumi,inc.）
3. K・A・W・A・I・I of the WORLD!
歌：野々原茜（小笠原早紀）
作詞：松井洋平、作曲・編曲：板垣祐介
4. あたためますか？
歌：佐竹美奈子 (大関英里)
作詞：安藤紗々、作曲・編曲：小野寺祐輔
5. HAPPY♪STEPPING‼︎DREAMING☆
歌：天海春香（中村繪里子）
作詞：KOH、作曲・編曲：新田目翔

## 02
2021年11月24日発売。如月千早、高槻やよい、篠宮可憐、中谷育、舞浜歩、松田亜利沙が参加。CDジャケットのテーマは「音楽」。
収録曲
1. ピカリピックアップ！
歌：高槻やよい（仁後真耶子）
作詞：松井洋平、作曲・編曲：AstroNoteS
2. 勇気のfragrance
歌：篠宮可憐（近藤唯）
作詞：陽茉莉-himari-（Hifumi,inc.）、作曲・編曲：齋藤大（Hifumi,inc.）
3. キミが真ん中にいた
歌：中谷育（原嶋あかり）
作詞：Junxix.（LIVE LAB.）、作曲：秋葉広大（LIVE LAB.）、編曲：村田祐一（LIVE LAB.）
4. アイドルは、かく語りき
歌：松田亜利沙（村川梨衣）
作詞・作曲・編曲：ZAQ
5. 君に映るポートレイト
歌：如月千早（今井麻美）
作詞：こだまさおり、作曲・編曲：長根博史・石倉誉之
6. Dual Style Idol
歌：舞浜歩（戸田めぐみ）
作詞：藤本記子、作曲：山田飛鳥（Arte Refact）、編曲：矢鴇つかさ（Arte Refact）

## 03
2021年12月22日発売。菊地真、木下ひなた、七尾百合子、福田のり子、真壁瑞希が参加。CDジャケットのテーマは「体育」。
収録曲
1. 恋のWa・Wo・N
歌：七尾百合子（伊藤美来）
作詞：中村彼方、作曲・編曲：大久保薫
2. ゆえに…なんです
歌：真壁瑞希（阿部里果）
作詞・作曲・編曲：佐高陵平（Hifumi,inc.）
3. ハッピーマイガーデン
歌：木下ひなた（田村奈央）
作詞・作曲・編曲：木下龍平
4. きみがくれた言葉があるから
歌：福田のり子（浜崎奈々）
作詞：松井洋平、作曲・編曲：中沢伴行
5. セピアカラフル
歌：菊地真（平田宏美）
作詞：真崎エリカ、作曲：本多友紀（Arte Refact）、編曲：脇眞富（Arte Refact）

## 04
2022年1月26日発売。星井美希、エミリースチュアート、白石紬、百瀬莉緒、矢吹可奈が参加。CDジャケットのテーマは「国語」。
収録曲
1. DATE PARADE!
歌：星井美希（長谷川明子）
作詞：松井洋平、作曲・編曲：Neko Hacker
2. 週末だけのハーレクイン
歌：百瀬莉緒（山口立花子）
作詞：唐沢美帆、作曲・編曲：板垣祐介
3. グローインミュージック！
歌：矢吹可奈（木戸衣吹）
作詞：こだまさおり、作曲・編曲：山口朗彦
4. 折紙物語
歌：白石紬（南早紀）
作詞：中村彼方、作曲・編曲：グシミヤギヒデユキ（Hifumi,inc.）
5. 絵羽模様
歌：エミリー スチュアート（郁原ゆう）
作詞：真崎エリカ、作曲：早川博隆、編曲：柿迫ヒカル・早川博隆

## 05
2022年3月24日発売。萩原雪歩、最上静香、所恵美、豊川風花、二階堂千鶴が参加。CDジャケットのテーマは「数学」。
収録曲
1. Cross the future
歌：最上静香（田所あずさ）
作詞・作曲・編曲：橘亮佑・篠崎あやと
2. プルメリアの花
歌：萩原雪歩（浅倉杏美）
作詞・作曲・編曲：XELIK
3. Collier De Perles
歌：二階堂千鶴（野村香菜子）
作詞・作曲・編曲：CMJK
4. Beautiful Believer
歌：所恵美（藤井ゆきよ）
作詞：MEG.ME、作曲・編曲：GRP・NIYA
5. 裏表深層心理
歌：豊川風花（末柄里恵）
作詞：KOH、作曲・編曲：グシミヤギヒデユキ（Hifumi,inc.）

## 06
2022年4月27日発売。四条貴音、双海真美、伊吹翼、天空橋朋花、徳川まつり、ロコが参加。CDジャケットのテーマは「美術」。
収録曲
1. ユニーク・スター・プレイヤー！
歌：双海真美（下田麻美）
作詞：松井洋平、作曲・編曲：AstroNoteS
2. わたしルネサンス
歌：ロコ（中村温姫）
作詞：ZAQ、作曲・編曲：白戸佑輔
3. 交わる季節
歌：四条貴音（原由実）
作詞・作曲・編曲：in the blue shirt
4. 泣き空、のち
歌：伊吹翼（Machico）
作詞：こだまさおり、作曲・編曲：清水哲平
5. シャル・ウィー・ダンス？
歌：徳川まつり（諏訪彩花）
作詞：松井洋平、作曲：廣中トキワ、編曲：家原正樹
6. Moonrise Belief
歌：天空橋朋花（小岩井ことり）
作詞：真崎エリカ、作曲・編曲：大和

## 07
2022年5月25日発売。我那覇響、春日未来、大神環、永吉昴、馬場このみが参加。CDジャケットのテーマは「理科・生物」。
収録曲
1. Play GO! Round
歌：大神環 (稲川英里)
作詞・作曲・編曲：藤井健太郎（HANO）
2. Super Funky Piece!!
歌：我那覇響（沼倉愛美）
作詞・作曲・編曲：ダンス☆マン
3. it's me
歌：馬場このみ（高橋ミナミ）
作詞・作曲・編曲：KOH
4. パーフェクトゲーム
歌：永吉昴（斉藤佑圭）
作詞・作曲・編曲：重永亮介
5. しあわせエンドロール
歌：春日未来（山崎はるか）
作詞：唐沢美帆、作曲・編曲：原田篤（Arte Refact）

## 08
2022年8月31日発売。双海亜美、水瀬伊織、高坂海美、桜守歌織、島原エレナが参加。CDジャケットのテーマは「英語」
収録曲
1. 美！美！美！ビルドUP!!
歌：高坂海美（上田麗奈）
作詞：KOH、作曲・編曲：炭竃智弘
2. Contrastet
歌：桜守歌織（香里有佐）
作詞：藤本記子、作曲・編曲：松田彬人
3. オン・ステージ・プレーヤー！
歌：双海亜美（下田麻美）
作詞：松井洋平、作曲・編曲：AstroNoteS
4. 愛のMagic! Once Again!
歌：島原エレナ（角元明日香）
作詞・作曲・編曲：m.c.A・T
5. ピンクローズアプローズ
歌：水瀬伊織（釘宮理恵）
作詞・作曲：mekakushe、編曲：佐高陵平（Hifumi,inc.）

## 09
2022年9月28日発売。三浦あずさ、北上麗花、箱崎星梨花、宮尾美也、横山奈緒が参加。CDジャケットのテーマは「社会」。
収録曲
1. 稲妻スピリット
歌：横山奈緒（渡部優衣）
作詞：nobara kaede、作曲・編曲：石井健太郎
2. Walking on the Square
歌：宮尾美也（桐谷蝶々）
作詞：松井洋平、作曲・編曲：藤原彩豊
3. きまぐれユモレスク
歌：箱崎星梨花（麻倉もも）
作詞・作曲：mekakushe、編曲：tomggg
4. I Do
歌：三浦あずさ（たかはし智秋）
作詞：MEG.ME、作曲：GRP・MEG.ME　編曲：GRP
5. ふたり繋ぐ星座
歌：北上麗花（平山笑美）
作詞：橋本彩子、作曲・編曲：遠藤直弥

## 10
2022年11月30日発売。秋月律子、周防桃子、高山紗代子、田中琴葉、望月杏奈が参加。CDジャケットのテーマは「PC・情報・技術」。
収録曲
1. REACH THE SKY
歌：高山紗代子（駒形友梨）
作詞・作曲：上松範康（Elements Garden）、編曲：藤永龍太郎（Elements Garden）
2. リーチ・アップ・ステップ！
歌：周防桃子（渡部恵子）
作詞：安藤紗々、作曲・編曲：酒井ミキオ
3. Discord Area
歌：秋月律子（若林直美）
作詞：松井洋平、作曲・編曲：白戸佑輔
4. スポットライト・ミラーランド
歌：望月杏奈（夏川椎菜）
作詞：児玉雨子、作曲・編曲：平田祥一郎
5. Sing a Wing Song
歌：田中琴葉（種田梨沙）
作詞：高瀬愛虹、作曲・編曲：鈴谷皆人